# Okroug autonome
La Russie compte quatre okrougs autonomes, ou districts autonomes (en russe : автономный округ, avtonomny okroug) parmi les 89 sujets (unités administratives) qui la composent. Les districts autonomes sont définis sur une base ethnique bien que les Russes y soient toujours largement majoritaires. Quatre d'entre eux ne disposent que d'une autonomie partielle, les décisions se prenant en partie dans l'oblast auquel ce district autonome est rattaché. Plusieurs d'entre eux sont particulièrement vastes ; tous se caractérisent par une faible population.
| 1. Tchoukotka 2. Khantys-Mansis (oblast de Tioumen) 3. Nénétsie (oblast d'Arkhangelsk) 4. Iamalie (oblast de Tioumen) |

Six districts autonomes ont été supprimés au début du XXIe siècle :
- le district autonome des Komis-Permiaks absorbé en 2005 par l'oblast de Perm pour former le kraï de Perm ;
- le district autonome des Evenks et le district autonome du Taïmyr rattachés en 2007 au kraï de Krasnoïarsk ;
- le district autonome de Koriakie rattaché en 2007 à l'oblast du Kamtchatka pour former le kraï du Kamtchatka ;
- la Bouriatie-Oust-Orda absorbée en 2008 par l'oblast d'Irkoutsk ;
- l'Aga-Bouriatie intégrée en 2008 au sein du kraï de Transbaïkalie.